# Georg Friedrich Veldten
Georg Friedrich Veldten (in russo Юрий Матвеевич Фельтен?, Jurij Matveevič Fel'ten; San Pietroburgo, 1730 – San Pietroburgo, 1801) è stato un architetto tedesco naturalizzato russo,  alla corte di Caterina II di Russia.

## Biografia
Il padre di Veldten era Matthias († 1744), un economista di Danzica immigrato in Russia dopo aver ottenuto l'incarico di amministratore dell'Accademia russa delle scienze. Studiò prima al Ginnasio dell'Accademia e poi completò la sua formazione in Germania a Tubinga e poi anche in Italia e a Parigi, ma la sua situazione economica lo costrinse a tornare in Russia. Ricevette una borsa di studio dall'imperatrice e divenne architetto nel 1752.
Assistette Bartolomeo Rastrelli per dieci anni, nella costruzione del Palazzo d'Inverno e di diversi altri palazzi della capitale imperiale. Lavorò poi allo sviluppo di Piazza del Palazzo. Veldten seppe conquistare la stima di Caterina II che gli ordinò di lavorare alla facciata del Palazzo d'Inverno sulla Neva, così come al Palazzo di Caterina e al parco del palazzo a Carskoe Selo. Costruì anche il Palazzo di Cesme (in russo Чесменский дворец?: danneggiato durante l' assedio di Leningrado e restaurato nel 1946) e la chiesa di Cesme, così come il Giardino d'Estate (1783).
Professore all'Accademia russa di belle arti dal 1764, fu direttore del dipartimento di architettura dal 1783 fino alla fine della sua vita. Era anche un membro corrispondente dell'Accademia francese delle scienze. Integrato nella nobiltà russa, aveva diritto al predicato nobiliare tedesco "von".
Sua sorella maggiore Catherine era la moglie del fisico Georg Wolfgang Krafft.

## Opere principali

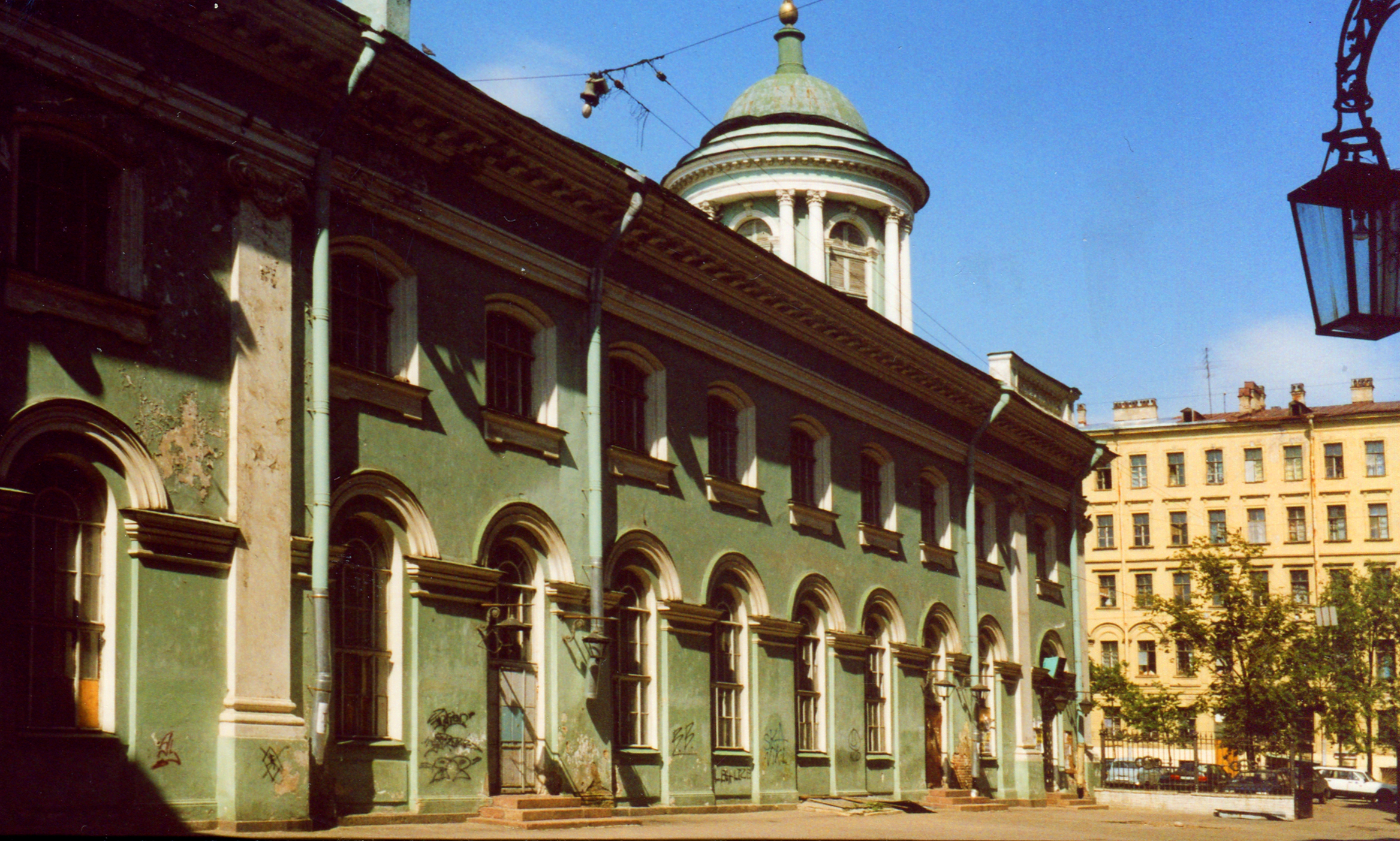
Chiesa di Sant'Anna nel 2006

- Institute Alexandre, per l'educazione delle ragazze della borghesia
- Chiesa luterana di Sant'Anna, parzialmente distrutta da un incendio nel 2002.
- Chiesa luterana di Santa Caterina sull'Isola Vasil'evskij
- Chiesa armena di Santa Caterina sulla Prospettiva Nevskij
- Palazzo d'Inverno
- Giardino d'Estate
- Palazzo di Cesme
- Chiesa di Cesme
- Chiesa della Natività di San Giovanni Battista all'isola di pietra (isola Kamennyj)